# Luciano Pezzi
Luciano Pezzi (né le 7 février 1921 à Russi, dans la province de Ravenne, en Émilie-Romagne et mort le 26 juin 1998 à Bologne) est un coureur cycliste italien des années 1950.

## Biographie
Coureur professionnel de 1948 à 1959, Luciano Pezzi a notamment remporté une étape du Tour de France 1955. Il est ensuite devenu dirigeant d'équipes cyclistes jusqu'à sa mort en 1998. Il dirige notamment l'équipe Salvarani de Felice Gimondi lorsque celui-ci remporte le Tour de France 1965.  Manager de l'équipe Mercatone Uno en 1998, il meurt entre les victoires de son coureur Marco Pantani au Tour d'Italie et au Tour de France. Pezzi l'avait convaincu de poursuivre sa carrière en 1996, après son accident lors de Milan-Turin. Le considérant comme un père spirituel, il lui dédie sa victoire au Tour de France,.

## Palmarès

### Palmarès amateur
- 1940
  - Giro del Casentino
  - Gran Coppa Vallestrona
- 1946
  - 2e de la Coppa Pastificio Barbieri
- 1947
  - Coppa Collecchio
  - 2e de Milan-Bologne

### Palmarès professionnel
- 1948
  - 2e du Tour de Romagne
  - 3e de Milan-Turin
- 1950
  - 8e du Tour d'Italie
- 1954
  - 3e du Tour d'Europe
- 1955
  - 15e étape du Tour de France

## Résultats sur les grands tours

### Tour de France
5 participations
- 1949 : 50e
- 1950 : abandon (7e étape)
- 1951 : 48e
- 1952 : 35e
- 1955 : 34e, vainqueur de la 15e étape

### Tour d'Italie
11 participations
- 1948 : abandon
- 1949 : 21e
- 1950 : 8e
- 1951 : 23e
- 1952 : 77e
- 1953 : 64e
- 1954 : 52e
- 1955 : 48e
- 1956 : abandon
- 1957 : abandon
- 1958 : 74e